# Associació Catalanista d'Excursions Científiques
La Asociación Catalanista de Excursiones Científicas (en catalán Associació Catalanista d'Excursions Científiques) fue una organización excursionista catalana existente entre 1876 y 1890.

## Historia
Constituida en 1876, Ramón Arabía y Solanas fue uno de los primeros socios de la organización. Fue elegido secretario de la sección literaria el 2 de marzo de 1877, y vicepresidente de la sección topográfico-pintoresca el 31 de enero de 1878. En el volumen I de memorias de dicha asociación publicó una Excursió a La Garriga, Ripoll, Nuria y Sant Joan de les Abadesses y otra a Vilassar, y en el volumen II un trabajo sobre Sant Llorenç del Munt.
En 1878, la Asociación Catalanista de Excursiones Científicas sufrió la escisión de la Associació d'Excursions Catalana, que supuso la marcha de Arabía y otros miembros de la organización. En 1890 se volvió a unir con la Associació d'Excursions Catalana para dar lugar al Centro Excursionista de Cataluña. Durante su existencia publicó la revista El Excursionista.